# Такталачук (Татарстан)
Такталачу́к (тат. Такталачык) — село в Актанышском районе Республики Татарстан. Административный центр Такталачукского сельского поселения.

## География
Деревня расположена в Восточном Закамье, в 9,6 км к северо-западу от районного центра, села Актаныш.

## История
Основано башкирами-гарейцами, по другим сведениям, тептярями. Известно с 1702 года.
В Российском государственном архиве древних актов (Москва), в фонде Мензелинской воеводской канцелярии хранится дело «О покраже двух лошадей у татарина дер. Токталачук Калмакова неизвестно  кем» от 20 января 1753 г. В 1747 году в деревне Тохталачик были учтены 27 душ мужского пола ясачных татар.  По III ревизии (1762 г), в деревне Токталачукова были зафиксированы 41 душа мужского пола тептярей, находившиеся под командой старшины Гарейской волости Кунура Мютина. Согласно материалам IV ревизии (1782 г.) их число составляло 7 душ мужского пола. В последующих ревизиях башкиры также начинают учитываться по численности душ. В 1795 году в 67 домах проживало 422 башкира-вотчинника мужского пола. В 1832 году поверенный тептярей Абдулвахит Гайсаров обратился с жалобой на башкир этой же деревни, которые «теснят его доверителей», хотя живут совместно. Предки его доверителей «завели» нынешнюю деревню Такталачук по представленным сберегательным грамотам 1691, 1700 и 1729 годов. В 1834 году были учтены 792 башкира и 119 тептярей. В 1859 году были учтены 797 душ мужского пола башкир-вотчинников и башкир-припущенников военного звания. В 1912 году при 464 дворах были учтены 2324 «по разряду крестьян» — вотчинника, «по народности» — башкиры.
До 1866 года селение входило в состав Гирейской поземельной волости, с 1866 года — Шариповской волости.

## Население
| 1747 | 1795 | 1834 | 1859 | 1870 | 1884 | 1897 | 1906 | 1920 | 1926 | 1938 | 1958 | 1970 | 1979 | 1989 | 2002 | 2010 | 2015 |
| ---- | ---- | ---- | ---- | ---- | ---- | ---- | ---- | ---- | ---- | ---- | ---- | ---- | ---- | ---- | ---- | ---- | ---- |
| 27   | 422  | 911  | 1507 | 1545 | 1805 | 1996 | 2473 | 2115 | 2272 | 1781 | 1153 | 1256 | 1164 | 1000 | 828  | 832  | 856  |

Национальный состав
Согласно результатам переписи 2002 года, в национальной структуре населения села татары составляли 100%.
Через село проходит автомобильная дорога регионального значения «Актаныш — Поисево» — Буляк.

## Известные люди
- Мутины — дворянский род из села Такталачук[2].
- Ильдус Саитгалиевич Нургалиев (1958) — физик-теоретик,  кандидат физико-математических наук, эксперт по среднему и высшему образованию в США, ведущий научный сотрудник кафедры ЮНЕСКО ФГБНУ ФИАЦ ВИМ[10][11].

### Комментарии
1. ↑  Расстояние измерено с помощью инструментария Яндекс.Карты
2. ↑  Душ мужского пола, не учитывались башкиры